# Sc Heerenveen in het seizoen 2012/13 (vrouwen)
Het seizoen 2012/2013 is het 6e jaar in het bestaan van de Heerenveense vrouwenvoetbalclub sc Heerenveen. De club kwam uit in de BeNe League Orange en Women's BeNe League en heeft deelgenomen aan het toernooi om de KNVB beker.

## Wedstrijdstatistieken

### BeNe League Orange
|       | FC Twente | ADO Den Haag | PSV/FC Eindhoven | AFC Ajax | Telstar | PEC Zwolle | FC Utrecht |
| ----- | --------- | ------------ | ---------------- | -------- | ------- | ---------- | ---------- |
| Thuis | 0 – 0     | 1 – 1        | 1 – 1            | 1 – 2    | 0 – 2   | 0 – 2      | 3 – 3      |
| Uit   | 2 – 1     | 3 – 1        | 1 – 1            | 2 – 0    | 2 – 1   | 5 – 2      | 3 – 1      |

### Women's BeNe LeagueB
|       | Telstar | PEC Zwolle | FC Utrecht | OH Leuven | Sint-Truiden | Zulte-Waregem | Club Brugge |
| ----- | ------- | ---------- | ---------- | --------- | ------------ | ------------- | ----------- |
| Thuis | 3 – 1   | 3 – 1      | 3 – 1      | 1 – 1     | 3 – 4        | 5 – 0         | 5 – 1       |
| Uit   | 3 – 1   | 2 – 1      | 3 – 2      | 0 – 1     | 0 – 3        | 1 – 7         | 3 – 4       |

### KNVB beker
| Achtste finale                             | Ter Leede     | 1 – 7 (? – ?) | sc Heerenveen    |  |
| Plaats: Sassenheim Sportpark De Roodemolen | Onbekend      |               | Onbekend         |  |
| Kwartfinale                                | sc Heerenveen | 4 – 2 (? – ?) | SC Buitenveldert |  |
| Plaats: Heerenveen Sportpark Skoatterwâld  | Onbekend      |               | Onbekend         |  |
| Halve finale                               | sc Heerenveen | 2 – 6 (? – ?) | FC Twente        |  |
| Plaats: Heerenveen Sportpark Skoatterwâld  | Onbekend      |               | Onbekend         |  |

## Statistieken sc Heerenveen 2012/2013

### Eindstand sc Heerenveen Vrouwen in de BeNe League Orange 2012 / 2013
| Stand | Gespeeld | Gewonnen | Gelijk | Verloren | Punten | Doelpunten voor | Doelpunten tegen | Gele kaarten | Rode kaarten |
| ----- | -------- | -------- | ------ | -------- | ------ | --------------- | ---------------- | ------------ | ------------ |
| 8e    | 14       | 0        | 5      | 9        | 5      | 13              | 29               | 17           | 0            |

### Eindstand sc Heerenveen Vrouwen in de Women's BeNe League B 2012 / 2013
| Stand | Gespeeld | Gewonnen | Gelijk | Verloren | Punten | Doelpunten voor | Doelpunten tegen | Gele kaarten | Rode kaarten |
| ----- | -------- | -------- | ------ | -------- | ------ | --------------- | ---------------- | ------------ | ------------ |
| 3e    | 14       | 9        | 1      | 4        | 28     | 42              | 21               | 13           | 0            |

### Topscorers
| #                    | Naam             | Goal |
| -------------------- | ---------------- | ---- |
| 1.                   | Vivianne Miedema | 5    |
| 2.                   | Wendy Mulder     | 3    |
| 3.                   | Marieke de Boer  | 1    |
| 3.                   | Tiny Hoekstra    | 1    |
| 3.                   | Yvonne Ploeg     | 1    |
| Onbekende doelpunten |                  |      |
| –                    | Onbekend         | 2    |
| Totaal               | Totaal           | 13   |

| #      | Naam             | Goal |
| ------ | ---------------- | ---- |
| 1.     | Vivianne Miedema | 22   |
| 2.     | Yvonne Ploeg     | 6    |
| 3.     | Bernou Hylkema   | 4    |
| 4.     | Maruschka Waldus | 3    |
| 5.     | Cynthia Beekhuis | 2    |
| 6.     | Iris Achterhof   | 1    |
| 6.     | Marieke de Boer  | 1    |
| 6.     | Charissa Burgwal | 1    |
| 6.     | Sisca Folkertsma | 1    |
| 6.     | Tiny Hoekstra    | 1    |
| Totaal | Totaal           | 42   |

| #      | Naam                           | Goal |
| ------ | ------------------------------ | ---- |
| –      | Onbekend (Tegen Ter Leede)     | 7    |
| –      | Onbekend (Tegen Buitenveldert) | 4    |
| –      | Onbekend (Tegen FC Twente)     | 2    |
| Totaal | Totaal                         | 13   |

### Kaarten
| #      | Naam                 |    |
| ------ | -------------------- | -- |
| 1.     | Vivianne Miedema     | 5  |
| 2.     | Wendy Mulder         | 3  |
| 2.     | Yvonne Ploeg         | 3  |
| 2.     | Maruschka Waldus     | 3  |
| 2.     | Silvia Woudberg      | 3  |
| 3.     | Aline van den Berg   | 2  |
| 3.     | Charissa Burgwal     | 2  |
| 3.     | Nancy Loth           | 2  |
| 4.     | Cynthia Beekhuis     | 1  |
| 4.     | Roxanne van den Berg | 1  |
| 4.     | Marieke de Boer      | 1  |
| 4.     | Sisca Folkertsma     | 1  |
| 4.     | Bernou Hylkema       | 1  |
| 4.     | Si Shut Hau          | 1  |
| 4.     | Ingrid Schuiten      | 1  |
| Totaal | Totaal               | 30 |

| #      | Naam        |   |
| ------ | ----------- | - |
| –      | Geen speler | 0 |
| Totaal | Totaal      | 0 |

| #      | Naam        |   |
| ------ | ----------- | - |
| –      | Geen speler | 0 |
| Totaal | Totaal      | 0 |